# Chiesa di San Silvestro (L'Aquila)
La chiesa di San Silvestro è un edificio religioso dell'Aquila, situato nel quarto di Santa Maria.
Deve la sua realizzazione agli abitanti del castello di Collebrincioni, che contribuirono così alla fondazione della città nel XIII secolo. È caratterizzata dai resti di un importante ciclo di affreschi, realizzato dal Maestro di Beffi. Tra il XV ed il XVI secolo risentì dell'influenza della famiglia Branconio che la valorizzò con opere di Francesco da Montereale, Raffaello e Giulio Cesare Bedeschini. Nel 1902 è stata inserita nell'elenco degli edifici monumentali nazionali.
Danneggiata dal terremoto del 2009, la chiesa è stata sottoposta a lavori di ristrutturazione e consolidamento; è stata infine riaperta il 3 luglio 2019 e riconsacrata il successivo 7 luglio.

## Storia

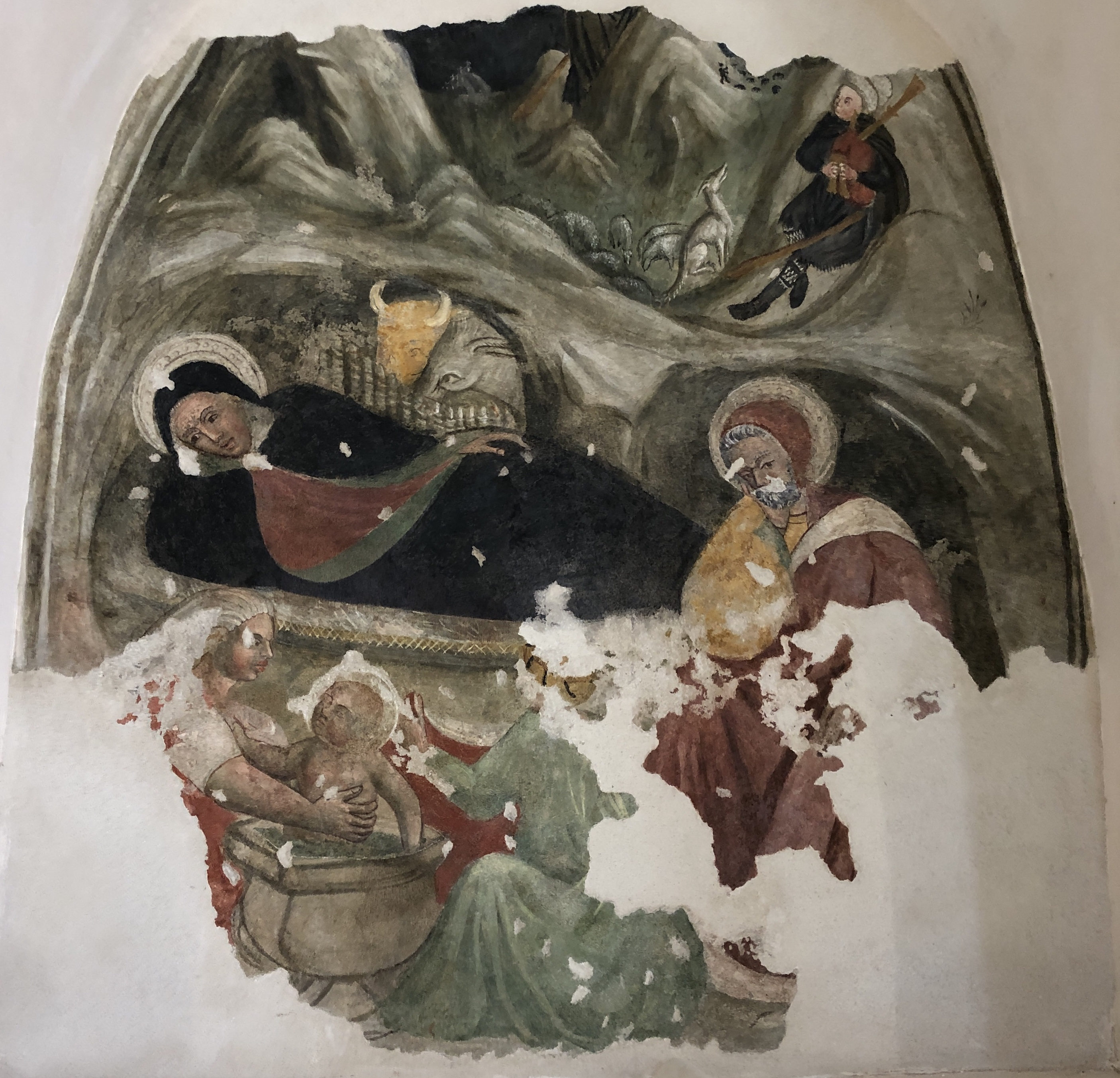
Affresco nella nicchia della parete destra dell'edificio.

Venne edificata con ogni probabilità nel XIV secolo, dagli abitanti di Collebrincioni nel luogo dove era situata una precedente costruzione duecentesca, databile al 1265 o al 1285. La chiesa preesistente insisteva direttamente sulle mura dell'Aquila che, nella prima configurazione, si sviluppavano dal Palazzo Reale — adiacente all'attuale chiesa di San Domenico — sino a San Silvestro, come testimoniato dalla presenza del torrione sul fianco sinistro. L'esatta datazione dell'odierna San Silvestro è oggetto di discussioni tra gli esperti. Secondo gli studi svolti da Mario Moretti l'attuale organismo mantiene il corpo centrale della costruzione originaria e pertanto alla chiesa trecentesca è da attribuire solamente la facciata; tale tesi, tuttavia, è in contrasto con la storiografia classica che data l'intero impianto alla metà del XIV secolo — in seguito cioè alla distruzione dell'organismo precedente a causa dei terremoti del 1315 e del 1349 — in virtù del già citato percorso della cinta muraria nonché del confronto con altre chiese coeve. Quel che è certo è che i lavori sull'impianto attuale sono documentati nel 1350, data in cui è verosimile ipotizzare l'edificazione della facciata.

Raffaello Sanzio e Giovanni Battista Branconio.

A partire dal XV secolo la chiesa risentì dell'influenza della potente famiglia Branconio, la cui prima dimora venne costruita frontalmente alla chiesa. Successivamente al terremoto del 1461 vennero finalmente portate a termine le decorazioni pittoriche e gli abbellimenti architettonici all'interno dell'edificio che venne impreziosito, nel XVI secolo, dagli affreschi di Francesco da Montereale, di cui sopravvivono quelli nelle due edicole in controfacciata.

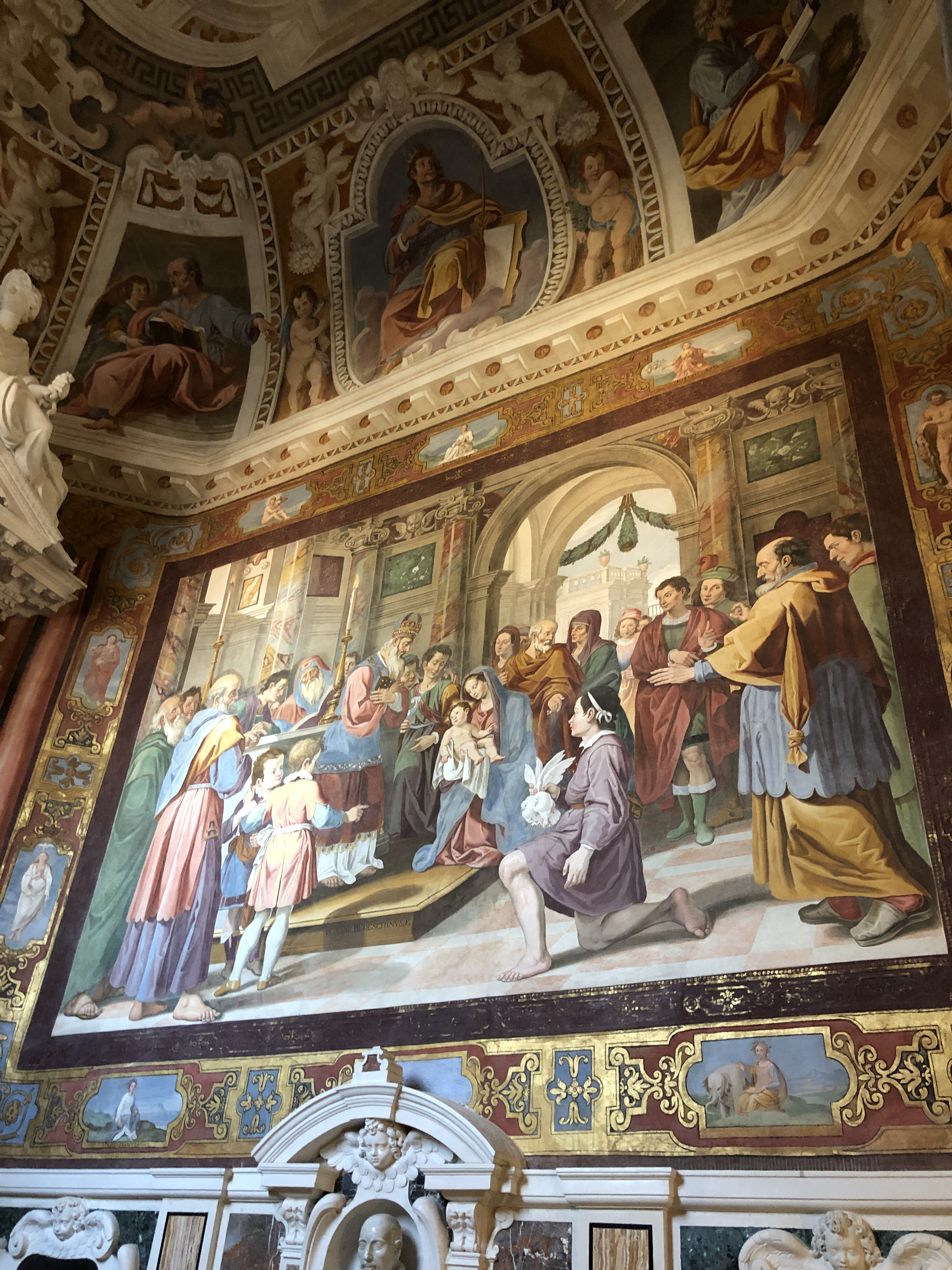
Cappella Branconio

Intorno al 1517 Giovanni Battista Branconio, pronotario di papa Leone X, commissionò a Raffaello Sanzio una Visitazione come dono al padre Marino. La tela venne collocata nella cappella di famiglia allestita nell'abside della navata sinistra e vi rimase sino al 1655 quando, su pressione degli spagnoli, papa Alessandro VII ne autorizzò la consegna al re Filippo IV di Spagna, nonostante le strenui proteste degli aquilani; oggi il dipinto si trova al museo del Prado di Madrid. Alla fine del secolo, tra il 1582 e il 1586, la cappella Branconio venne affrescata da Giovanni Paolo Donati, allievo di Pompeo Cesura.
Alla metà del Cinquecento risale anche l'edicola posta sulla parete di destra, che in origine ospitava il pregevole gruppo scultoreo della Madonna di San Silvestro, oggi al Museo nazionale d'Abruzzo. Sul finire del secolo venne allestita una seconda cappella utilizzando il vano del torrione posto sul muro di sinistra in cui venne realizzata una cupolina su base ottagonale e venne collocato un altare di fino gusto barocco — primo esempio di questo stile in città — impreziosito dal Battesimo di Costantino di Baccio Ciarpi.
Nel 1625, per volere di Girolamo Branconio, nipote di Giovanni Battista, la cappella di famiglia venne rinnovata ad opera di Giulio Cesare Bedeschini, che ne arricchì la composizione con la Presentazione di Gesù e la Presentazione di Maria. Girolamo inoltre realizzò una controvolta all'interno del vano absidale che anticipava le esigenze di una nuova spazialità seicentesca per l'intero organismo architettonico.

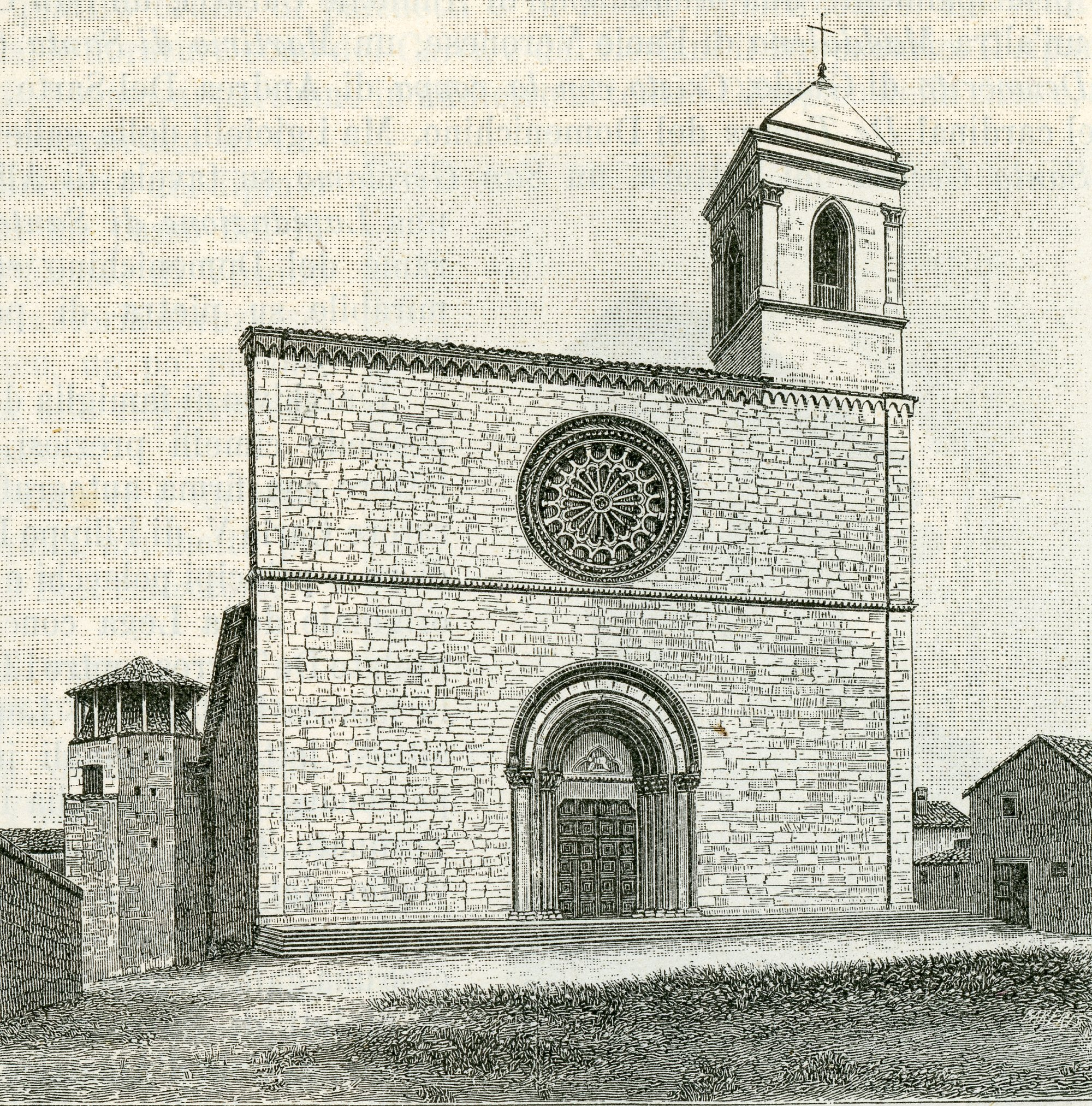
La chiesa di San Silvestro in un'incisione di fine Ottocento.

La trasformazione della chiesa avvenne comunque in seguito al terremoto dell'Aquila del 1703, in seguito al quale San Silvestro subì numerosi danni e — come le altre principali chiese cittadine, tra cui le basiliche di San Bernardino e Santa Maria di Collemaggio — venne ricostruita adattandola al nuovo gusto barocco. Rispetto al resto dell'architettura religiosa aquilana, il rifacimento San Silvestro avvenne decisamente tardi essendo databile alla metà del XVIII secolo o addirittura al 1780. Qualche decennio dopo, nella seconda metà del XIX secolo, venne realizzata la torre campanaria alla destra dell'ingresso.
Nel 1946, nel corso di un restauro, sono stati rinvenuti i resti del ciclo di affreschi che impreziosiva la chiesa nella sua prima fase; la decorazione — databile al XIII secolo ed attribuita al Maestro di Beffi — occupava probabilmente l'intera superficie muraria interna ed era stata occultata dalle aggiunte settecentesche. Le modifiche barocche furono poi completamente rimosse tra il 1967 ed il 1969, in una complessa e discussa azione di ripristino ad opera di Mario Moretti, la prima di una lunga serie di restauri sulle chiese aquilane, nella volontà di riportare alla luce le originarie fattezze gotiche dell'organismo architettonico.

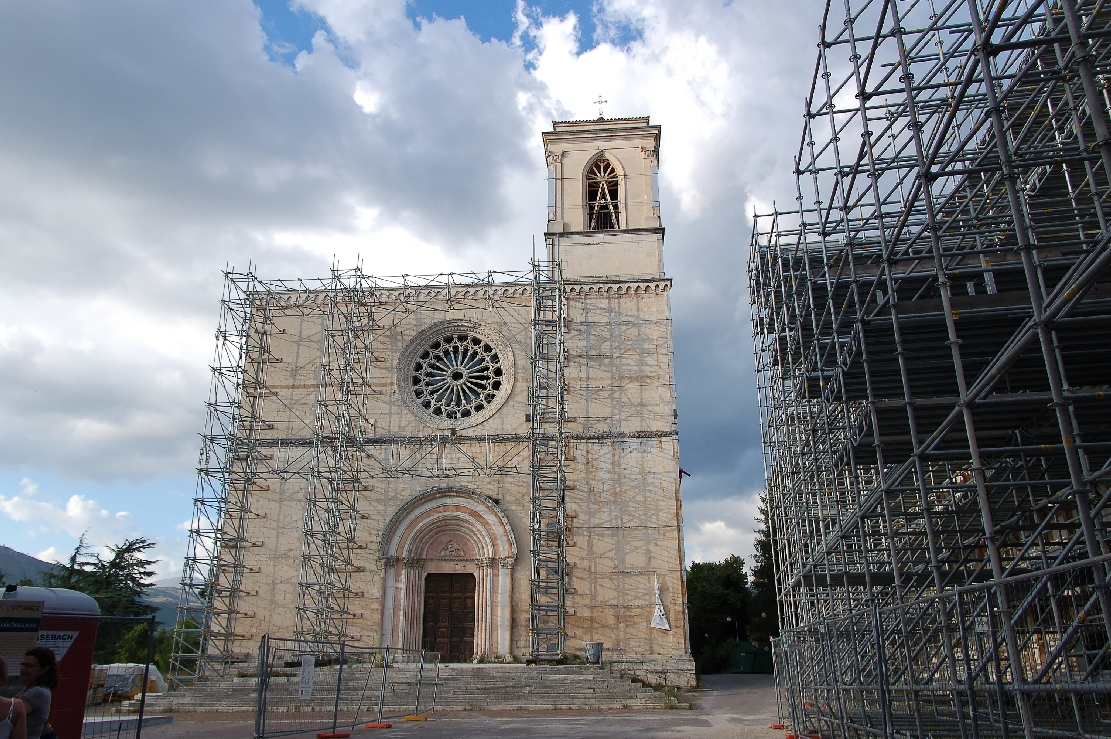
Esterno della chiesa dopo il sisma del 2009.

La chiesa ha subito nuovi danni dal terremoto del 2009 che ha provocato crolli sul prospetto laterale, profonde fessurazioni della facciata e un'importante lesione con principio di crollo nella torre campanaria. Ulteriori danni si sono verificati nell'abside centrale. Dopo un primo puntellamento, nel 2016 hanno avuto inizio i lavori di restauro, la cui conclusione vi è stata nel 2019, e il 3 luglio dello stesso anno la chiesa è stata riaperta al pubblico. La domenica successiva, il 7 luglio 2019, è stata riaperta al culto e riconsacrata dal cardinale arcivescovo Giuseppe Petrocchi.

## Descrizione

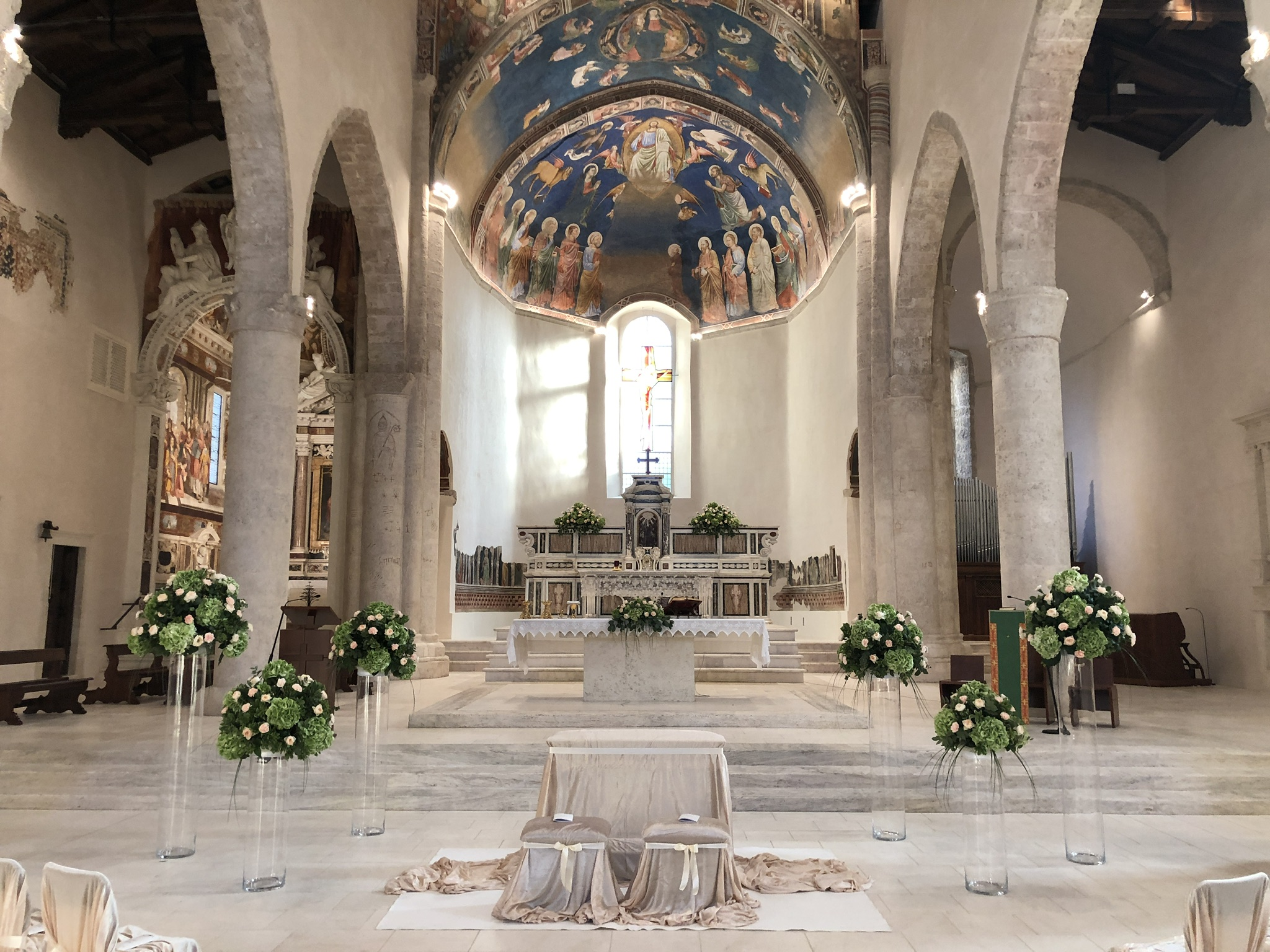
Il presbiterio.

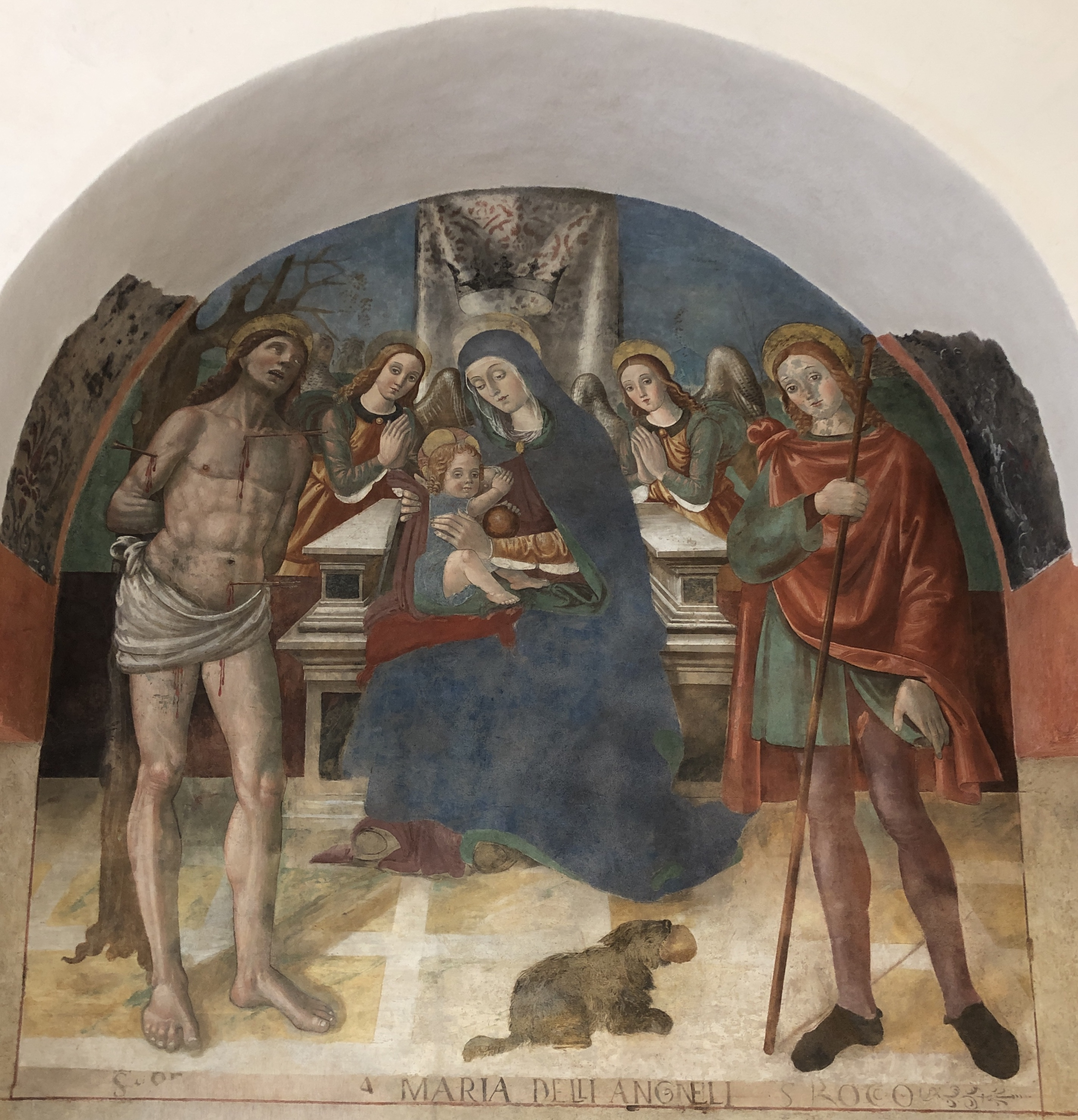
Affresco di Francesco da Montereale, "Santa Maria degli Angeli tra San Sebastiano e San Rocco".

La chiesa è posta, elevata, a coronamento dell'omonima piazza immersa nel centro storico dell'Aquila, lungo il decumano secondario di via Garibaldi, a cavallo tra il quarto di Santa Maria (di cui fa parte) ed il quarto di San Pietro, che si sviluppa verso meridione; la sua posizione — non distante dalla cinta muraria — e la volumetria impattante, la rendono ben visibile da tutte le alture e i quartieri periferici settentrionali. La piazza conserva inoltre il fascino rinascimentale delle sue origini ed è caratterizzata dalla presenza delle residenze dei Branconio, una delle più importanti famiglie aquilane del Quattrocento, come il palazzo Farinosi Branconi a destra, il palazzo Branconio di fronte alla chiesa e il Casino Branconio a sinistra.

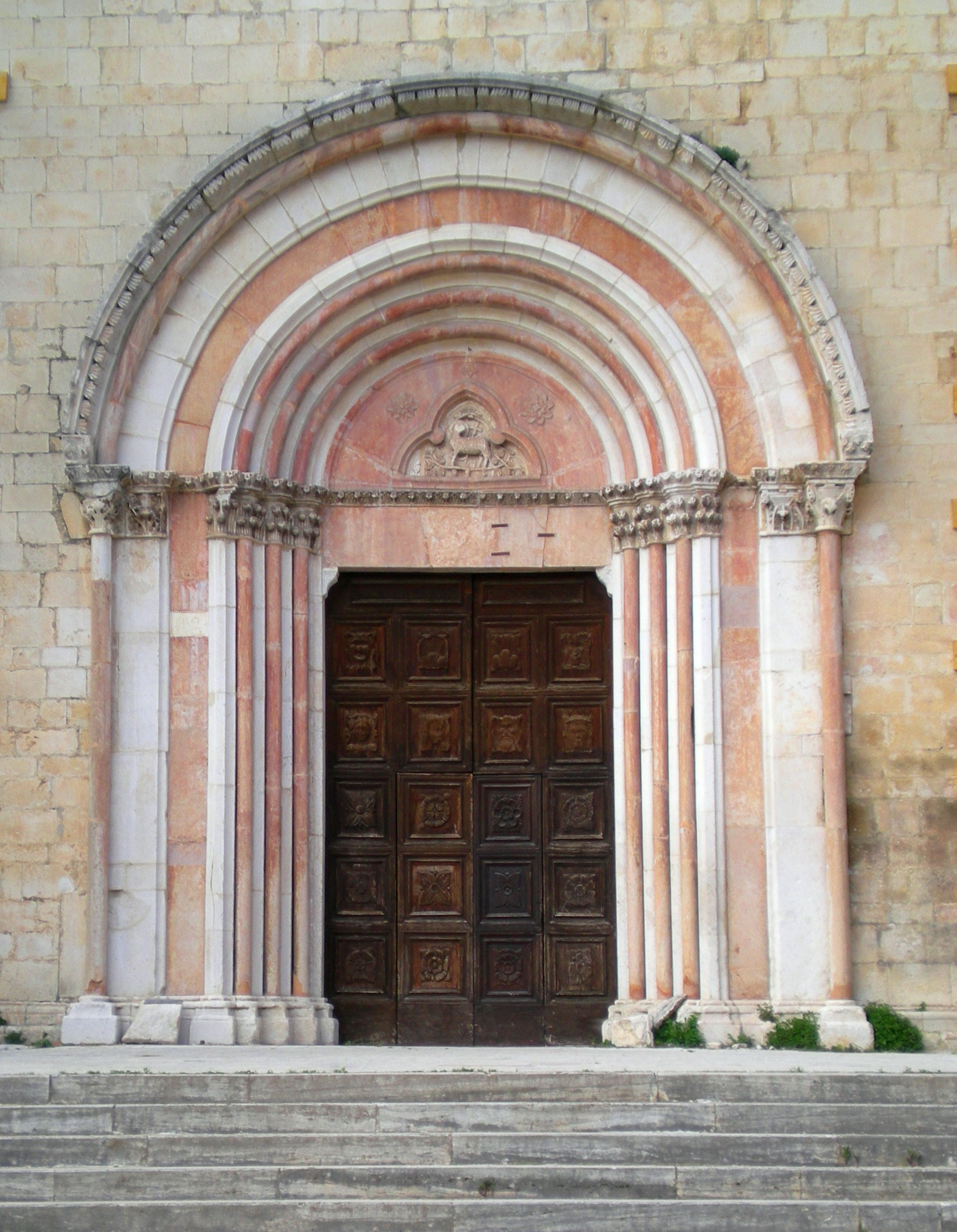
Dettaglio del portale principale.

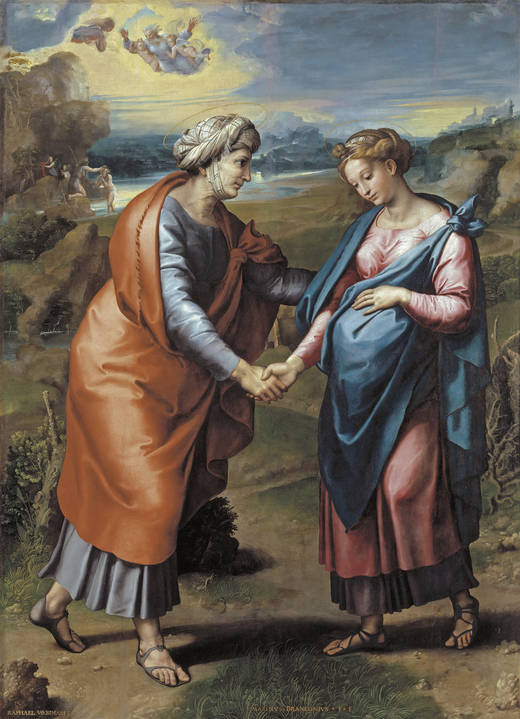
Raffaello Sanzio, Visitazione (1517). Il dipinto si trova oggi al Museo del Prado di Madrid mentre a San Silvestro è presente una copia.

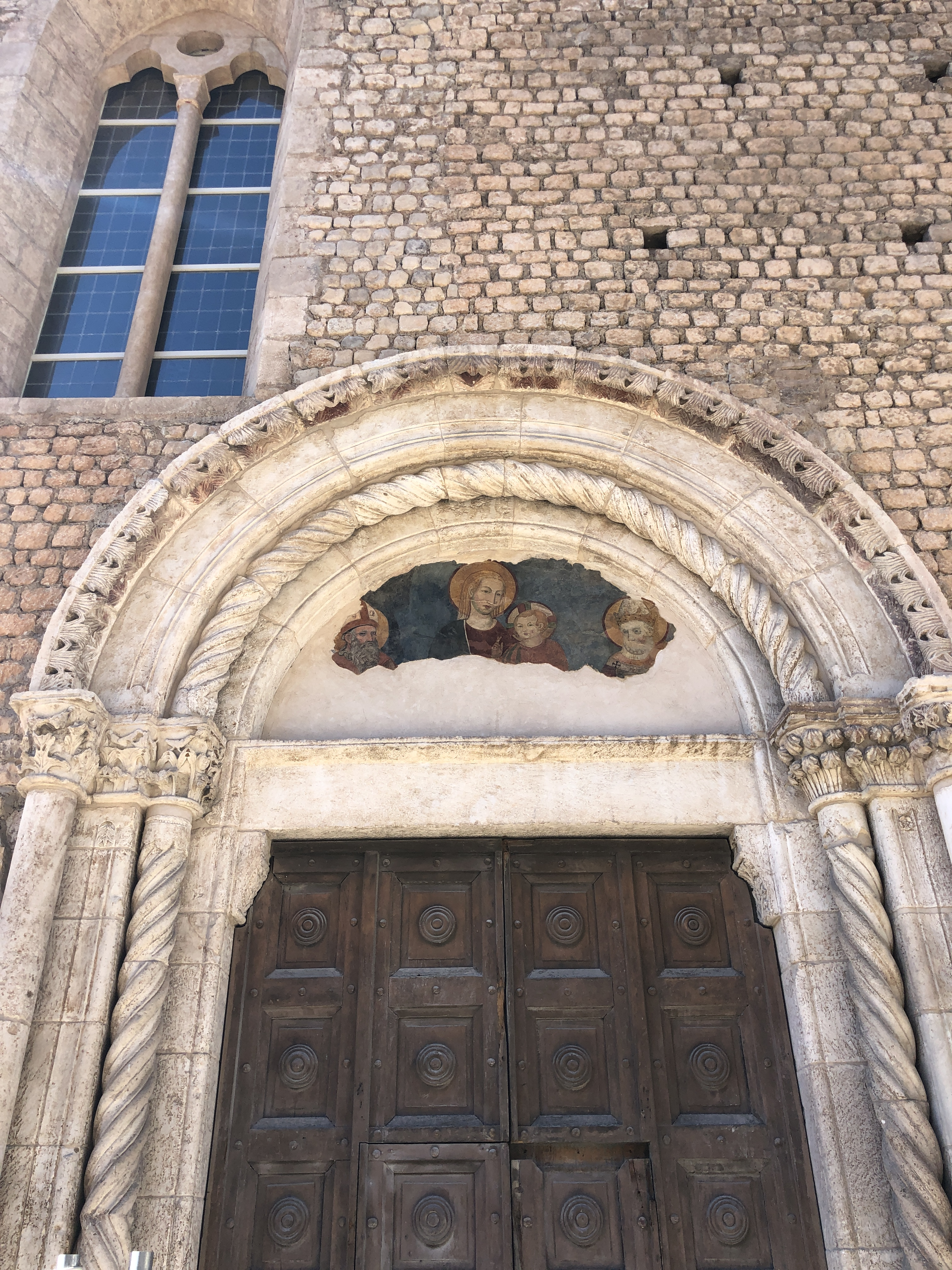
Portale dell'ingresso laterale a destra della chiesa di San Silvestro all'Aquila, con affresco nella lunetta.

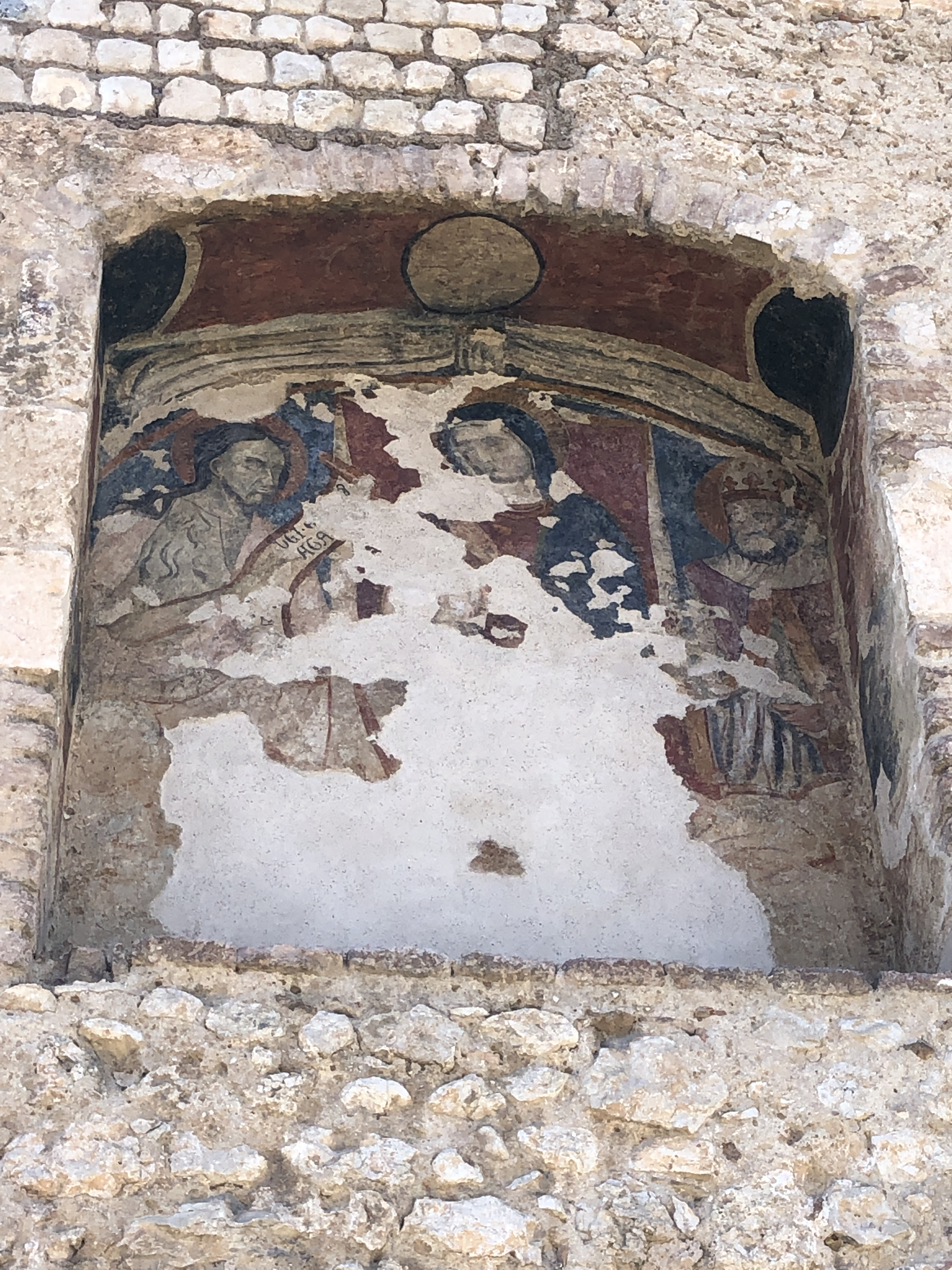
Affresco esterno della chiesa di San Silvestro all'Aquila

### Esterno
La facciata è volta a meridione e posta rialzata rispetto alla quota della piazza al termine di una breve gradinata. Si presenta di forma quadrata con coronamento orizzontale ad arcatelle ogivali, suddivisa in due ordini da una sottile cornice marcapiano che mitiga la tensione verticale generata, oltre che dalla scalinata, dalla presenza della torre campanaria alla destra del prospetto. Quest'ultima, che si configura come elemento eccentrico rispetto allo stile della scuola aquilana, è risalente alla seconda metà del XIX secolo ed era originariamente caratterizzata da una terminazione a cuspide.
L'ordine inferiore è caratterizzato da un portale rettangolare incassato in una vasta e ricca arcata a tutto sesto, simile a quelle presenti in Santa Giusta e San Marco e resa ancora più plasticamente rilevante dall'utilizzo alternato delle fasce lapidee di colore bianco e rosso. L'infisso ligneo, opera di mastro Bartolomeo da Bergamo e datato al 1539, è sormontato da una lunetta non affrescata che ospita un bassorilievo raffigurante l'Agnus Dei.
Il cromatismo del portale è ripreso in maniera meno vistosa anche nell'ordine superiore, con due fasce di pietra rosa a spezzare l'omogeneità della composizione e a mettere in risalto il grande rosone realizzato nel Trecento in stile romanico con influenze gotiche, i cui riferimenti parrebbero essere i coevi finestroni della cittadina Collemaggio o della sulmonese Santa Maria della Tomba. Il perno del rosone è, invece, presumibilmente un rifacimento datato al XVI secolo.
I due fianchi sono in apparecchio aquilano, con quello occidentale più irregolare e caratterizzato da tre strette finestrelle e quello orientale con portale laterale e due grandi bifore ad arcate ogivali.

### Interno
La chiesa presenta un impianto di tipo basilicale, tra i primi realizzati all'Aquila, ed è suddivisa in tre navate scandite da due file di sette arcate ogivali su pilastri cilindrici. L'altezza delle arcate genera verticalità e dona allo spazio religioso un'unitarietà simile a quella prodotta dalle basiliche paleocristiane; quest'effetto, in origine, doveva essere reso ancor più evidente dalla presenza del ciclo di affreschi lungo tutte le murature interne, di cui oggi rimangono solo alcuni pregevoli resti, localizzati soprattutto nell'area presbiteriale.
Alla sinistra dell'ingresso sono i resti del Battesimo d'ignoto autore, dal gusto toscano e datato al XV secolo. Alla destra vi è l'edicola cinquecentesca con la Madonna in trono col Bambino di Francesco da Montereale, allievo del Perugino. In origine l'edicola ospitava inoltre il gruppo scultoreo della Madonna di San Silvestro, datato alla metà del XIV secolo e considerato il capolavoro dell'arte gotica abruzzese; l'opera è conservata al Museo nazionale d'Abruzzo. Oltre l'edicola è la struttura della torre campanaria ottocentesca. Sempre sulla navata destra è il portale laterale che immette in via San Silvestro, in stile romanico e paragonato dal Gavini a quello principale della chiesa di San Pietro di Sassa.
Il fondale è caratterizzato da tre profondi spazi absidali di forma poligonale e voltati a crociera, una configurazione che ricorda molto quella della chiesa di San Pietro a Coppito. Non vi è transetto sebbene, secondo l'Antonini, vi siano indizi strutturali che testimoniano l'iniziale volontà di realizzarlo, ad imitazione dell'assetto planimetrico delle basiliche di Santa Maria di Collemaggio e Santa Giusta.
Le absidi laterali presentano, alla destra, un'edicola rinascimentale in pietra e, alla sinistra, la cappella della famiglia Branconio. La cappella venne allestita nei primi decenni del XVI secolo, quando Giovanni Battista Branconio commissionò a Raffaello Sanzio la Visitazione (1517) quale pala d'altare del sacello. Una prima decorazione fu commissionata a Giovanni Paolo Donati nel 1582 mentre l'attuale si deve a Giulio Cesare Bedeschini ed è datata al 1625. Qualche anno dopo, nel 1655, la Visitazione venne prelevata dal Viceré di Napoli che la spedì al Re Filippo IV di Spagna, tanto che il dipinto si trova oggi al Museo del Prado di Madrid mentre a San Silvestro è stato sostituito da una copia, probabilmente opera del Bedeschini.
Alla parete della navata sinistra è collocato un Crocifisso ligneo policromo, restaurato nel 2017 opera compiuta nel 1493 di "Giorgio arciprete di Sant’Anza", del quale sappiamo solo che fu sia pittore che scultore.
Alla metà di essa si ha l'ingresso al torrione superstite della prima cinta muraria della città. Il vano si configura come cappella laterale, realizzata sul finire del XVI secolo mediante la costruzione di una cupola interna a base ottagonale in cui è collocato un altare barocco in stucco bianco e dorato, sormontato dalla pala d'altare con il Battesimo di Costantino (1612)  del pittore lucchese Baccio Ciarpi.

#### Affreschi del Maestro di Beffi

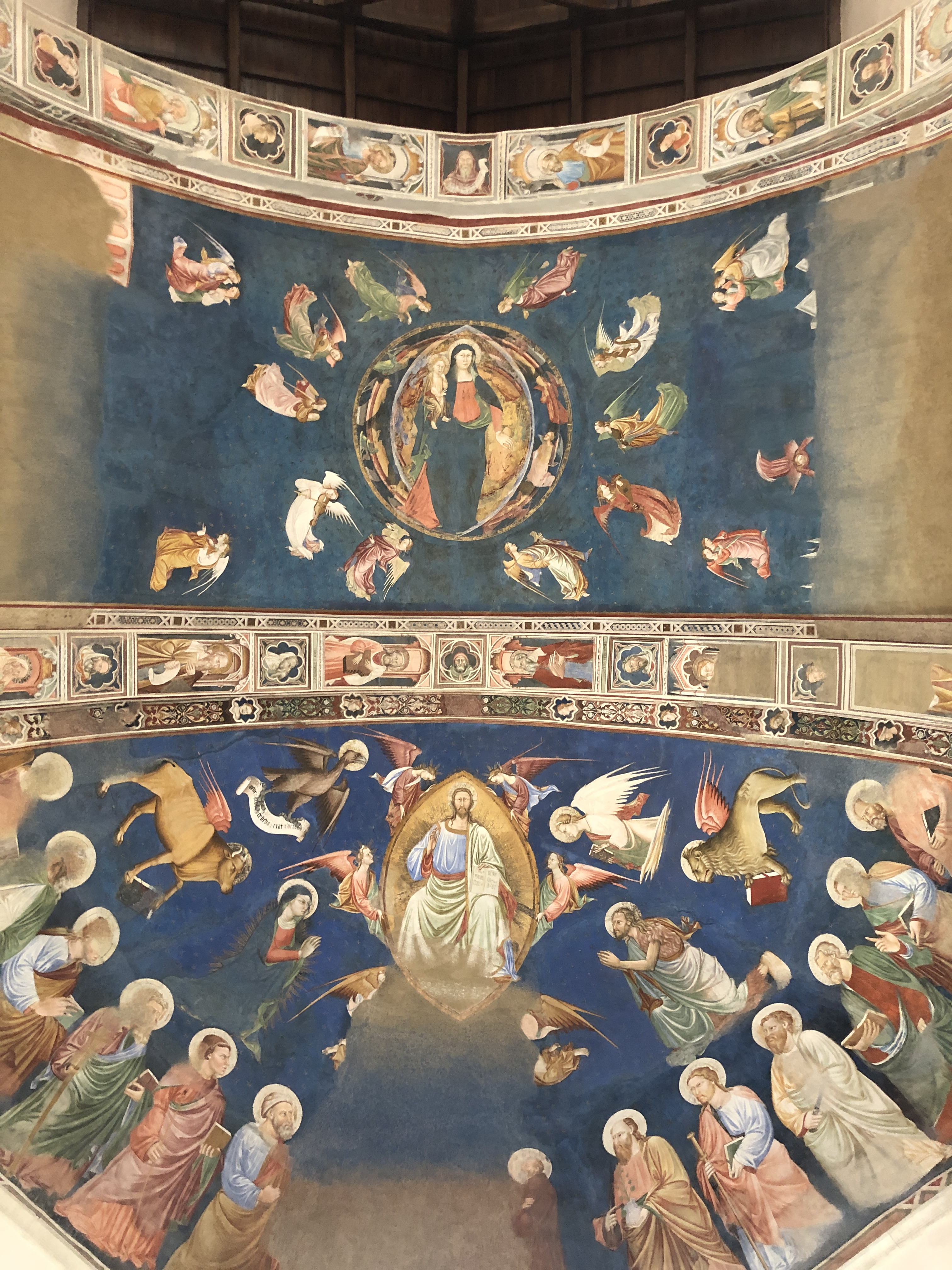
Maestro di Beffi, affreschi nell'abside del presbiterio della chiesa di San Silvestro

Del noto ciclo di affreschi che caratterizzava l'interno della chiesa, rimangono alcuni resti localizzati al fondo delle navate e, in particolare, nell'abside maggiore. Detti affreschi furono coperti durante il rifacimento settecentesco dell'edificio e tornarono alla luce solamente in seguito ad un restauro commissionato dalla Soprintendenza nel 1946. Sono stati attribuiti al Maestro di Beffi, che operò forse con la collaborazione di Giovanni da Sulmona, come ipotizzato da Ferdinando Bologna.
I resti si dividono in tre scene principali: provenendo dalla navata centrale, si ha l'Adorazione dei re Magi raffigurante l'intero corteo e l'incontro con la Sacra Famiglia, posto nell'angolo di sinistra. Successivamente, si ha la Madonna con bambino sull'archivolto e la Maestà del Cristo nell'abside vera e propria. Altri frammenti sono collocati in diverse aree della chiesa.

### Annotazioni
1. ↑  Per il prestigio di questa opera, il Maestro di Beffi (o Maestro del trittico di Beffi) viene anche denominato Maestro di San Silvestro (o Maestro degli affreschi della chiesa di San Silvestro).
2. ↑  Il bianco e il rosso costituiscono i colori storici della città e compaiono su alcune delle prime architetture della città, come la basilica di Santa Maria di Collemaggio e la fontana delle 99 cannelle.

### Fonti
1. 1 2 3 4   Regione Abruzzo, Affreschi. Chiesa di San Silvestro, su regione.abruzzo.it. URL consultato il 1º novembre 2018 (archiviato dall'url originale il 3 novembre 2018).
2. ↑   Elenco degli edifizi Monumentali in Italia, Roma, Ministero della Pubblica Istruzione, 1902. URL consultato il 27 maggio 2016.
3. ↑  L'Aquila. Una città d'arte da salvare - Saving an Art City, p. 125.
4. ↑   Museo nazionale d'Abruzzo, Chiesa di San Silvestro, su museonazionaleabruzzo.beniculturali.it. URL consultato il 15 marzo 2016 (archiviato dall'url originale il 14 marzo 2016).
5. 1 2  Antonini, p. 250.
6. 1 2 3 4 5  Antonini, p. 243.
7. ↑  Antonini, p. 252.
8. 1 2 3 4  Antonini, p. 253.
9. ↑   Angelo Signorini, La Diocesi di Aquila, L'Aquila, Grossi, 1868,  p. 269.
10. ↑   Enciclopedia Treccani, BRANCONI, Giovanni Battista, su treccani.it. URL consultato il 1º marzo 2016.
11. 1 2   Angela Ciano, Palazzo Farinosi-Branconi (PDF)[collegamento interrotto], L'Aquila, Ufficio Stampa Giunta Regionale, 2003,  p. 43.
12. 1 2 3 4 5 6 7  Touring Club Italiano, p. 106.
13. ↑   Enciclopedia Treccani, DONATI, Giovanni Paolo, su treccani.it. URL consultato il 1º marzo 2016.
14. 1 2   Regione Abruzzo, Madonna di San Silvestro. Chiesa di S. Silvestro a L'Aquila, su regione.abruzzo.it. URL consultato il 1º novembre 2018 (archiviato dall'url originale il 6 giugno 2017).
15. 1 2 3  Antonini, p. 255.
16. ↑  Antonini, p. 256.
17. 1 2  Antonini, p. 257.
18. ↑  Antonini, p. 258.
19. ↑   Abruzzo Cultura, I danni del terremoto nella zona di San Silvestro [collegamento interrotto], su abruzzocultura.it. URL consultato il 15 marzo 2016.
20. ↑   Marianna Galeota, L'Aquila: la chiesa di San Silvestro pronta entro Natale, in Il Messaggero, 24 maggio 2018.
21. ↑   L'Aquila, riapre al pubblico la chiesa di San Silvestro. La fotogallery, su news-town.it. URL consultato il 5 luglio 2019 (archiviato dall'url originale il 5 luglio 2019).
22. ↑  https://libreriamo.it/arte/chiesa-san-silvestro-laquila-riapre-restaurata-pubblico/
23. ↑   L'Aquila: riconsacrata San Silvestro. "Magnifica chiesa, vera dimora di Dio", su abruzzoweb.it. URL consultato il 14 luglio 2019 (archiviato dall'url originale il 9 luglio 2019).
24. 1 2  Antonini, p. 246.
25. ↑  Antonini, p. 248.
26. 1 2  Antonini, p. 245.
27. 1 2 3   Regione Abruzzo, Chiesa di San Silvestro, su regione.abruzzo.it. URL consultato il 1º novembre 2018 (archiviato dall'url originale il 24 settembre 2015).
28. ↑   Angela Ciano, Palazzo Farinosi-Branconi (PDF)[collegamento interrotto], L'Aquila, Ufficio Stampa Giunta Regionale, 2003,  p. 33.
29. ↑  Biancamaria Colasacco, Giorgio, arciprete di Sant’Anza, Crocifisso, in La fragilità della bellezza. Tiziano, Van Dyck, Twombly e altri 200 capolavori restaurati, XVIII edizione di Restituzioni. Tesori d'arte restaurati, catalogo di mostra, Milano, 2018, pagg. 416 - 422.
30. ↑  Bologna.
31. ↑   Fondazione Federico Zeri, Maestro del trittico di Beffi, Adorazione dei Re Magi, su catalogo.fondazionezeri.unibo.it. URL consultato il 1º novembre 2018.
32. ↑   Fondazione Federico Zeri, Maestro del trittico di Beffi, Madonna con Bambino in gloria e angeli, su catalogo.fondazionezeri.unibo.it. URL consultato il 1º novembre 2018.
33. ↑   Fondazione Federico Zeri, Maestro del trittico di Beffi, Cristo Redentore benedicente in gloria tra la Madonna, san Giovanni Evangelista, simboli degli Evangelisti e Apostoli, su catalogo.fondazionezeri.unibo.it. URL consultato il 1º novembre 2018.